# بارغاهي (دالكي)
بارغاهي (بالفارسية: بارگاهی) هي قرية تقع في إيران في قسم دالكي الريفي. يقدر عدد سكانها بـ 295 نسمة بحسب إحصاء 2016.